# Travunioidea
Travunioidea es una superfamilia de Grassatores armados en el orden Opiliones. Existen 4 familias y más de 70 especies descriptas en Travunioidea.

## Familias
Estas cuatro familias pertenecen a la superfamilia Travunioidea:
- Cryptomastridae Derkarabetian & Hedin, 2018
- Cladonychiidae Hadži, 1935
- Paranonychidae Briggs, 1971
- Travuniidae Absolon & Kratochvíl, 1932